# Троянские игры
Троя́нские и́гры (лат. lusus Troiae) — один из видов игр (лат. ludi) в Древнем Риме, представлявший собой конные показательные выступления мальчиков или юношей из благородных семей. Известны по упоминаниям в трудах римских историков, а также по описанию в поэме Вергилия «Энеида». Происхождение традиции и время её возникновения достоверно не установлены.

## Упоминания в источниках и описание
550
…Юный блистающий строй на виду у отцов выезжает,

Взнузданных гонит коней, — и дивится, на мальчиков глядя,
555
Весь тринакрийский народ, и шумит с троянцами вместе.

Коротко стрижены все, по обычаю все увенчали

Кудри, и каждый по два кизиловых дротика держит.

Лёгкий колчан у иных за плечом, и цепь золотая,

Гибко спускаясь на грудь, обвивает стройную шею.
560
На три турмы разбит отряд, перед каждою турмой —

Юный вождь, и за ним двенадцать отроков скачут,

Строй соблюдая тройной, блистая равным уменьем.

Всадники в первом строю за Приамом едут, ликуя, —

Славный твой отпрыск, Полит, наречённый именем деда,
565
Вскоре возвысит твой род на земле италийцев; а ныне

Мальчика мчит фракийский скакун — весь в яблоках белых,

С белой звездою на лбу, с перетяжкой белой у бабок.

Атис — ведут от него латиняне Атии род свой —

Атис, Аскания друг, пред вторым красуется строем…
580
По трое в каждом ряду разделился строй, и немедля

Два полухория врозь разъехались; после, по знаку,

Вспять повернули они, друг на друга копья наставив,

Встретились, вновь разошлись и опять сошлись на широком

Поле; всадников круг с другим сплетается кругом,
585
Строй против строя идет, являя битвы подобье.

Вот одна сторона убегает, а вот, повернувшись,

С копьями мчится вперёд; вот обе смыкаются мирно,

Рядом летят… — На критских холмах, повествуют, когда-то

Был Лабиринт, где сотни путей меж глухими стенами
590
В хитрый сплетались узор и где все путеводные знаки

Людям помочь не могли, безысходно блуждавшим вслепую.

Так же теперь следы перепутались юных троянцев,

То убегавших стремглав, то сходившихся в битве потешной,

Словно дельфины, когда в многоводном море Ливийском
595
Или Карпафском они затевают резвые игры.

Эти ристания ввёл, состязанья устроил такие

Первым Асканий, стеной опоясав Долгую Альбу;

Древним латинянам он искусство передал это,

Отроком сам обучившись ему с молодёжью троянской.
600
Внукам своим завещали его альбанцы, от них же

Рим воспринял его и хранит, как наследие предков.

Отроков строй «троянским» зовут и «троянскими» — игры,

Что и доныне у нас в честь святого прадеда правят…
Многочисленные упоминания о Троянских играх относятся к императорской эпохе: например, они упоминаются как лат. Troiae lusus у Светония, как лат. Troicus lusus у Сенеки и как лат. ludicrum Troiae у Тацита. Согласно письменным источникам, Троянские игры организовывались во времена диктатуры Суллы и Цезаря и ещё активнее — в правление всех императоров из династии Юлиев-Клавдиев: Августа, Тиберия, Калигулы, Клавдия, Нерона.
В данный период Троянские игры представляли собой проводившийся в цирке турнир двух отрядов знатных юношей, сочетавший элементы упражнений в верховой езде и имитации конного боя. Очевидно, этот турнир имел прежде всего развлекательный характер: достаточно вспомнить место его проведения (цирк), нередкое соседство с таким зрелищем, как африканские травли, а также встречающееся у Светония именование рассматриваемого действа «потехой» или «развлечением» (лат. ludicrum).
Светоний и Плутарх говорят о делении участников игр на две группы: старших (лат. maiores) и младших (лат. minores) мальчиков, состязавшихся друг с другом и показывавших тем самым свои физические способности. Участники в произведениях древних авторов иногда называются «юношами» (лат. iuvenes, лат. pubes), однако наиболее распространённое наименование — это «отроки» или «мальчики» (лат. pueri, др.-греч. παιδες). В отдельных случаях известен и более конкретный возраст: так, Британнику, сыну Клавдия, на момент его участия в Троянских играх было 6 лет, Гаю Цезарю, сыну Агриппы — 9, Нерону — 10, Тиберию — 13. В любом случае, возраст участников, судя по всему, не превышал семнадцати или даже пятнадцати лет, укладываясь в возрастную группу pueritia. Подчёркивается достаточная сложность и опасность «ристаний»: по свидетельству Светония, серьёзные травмы, получаемые знатными юношами во время Троянских игр, даже заставили Августа на время прекратить «эти развлечения».
При этом, однако, существуют весьма существенные основания для того, чтобы предположить, что Троянские игры, во-первых, не были нововведением позднереспубликанской и раннеимператорской эпохи и, во-вторых, далеко не всегда играли роль циркового развлечения.

## Происхождение
Античные авторы, описывавшие Троянские игры, в отдельных случаях прямо именуют их «древним обычаем». Также на древность происхождения указывает и закрепившееся в названии выведение этого обычая из Трои, подробно описанное Вергилием в «Энеиде». Однако по мнению большинства исследователей троянские корни турнира весьма сомнительны: скорее всего, Вергилий приводит ложную этимологию в духе мифологического мышления древних греков и римлян, основанную на сходстве слов, тогда как на деле название игр происходит от слова truia, производного от глагольной основы truare, обозначавшей движение танцевального характера. При этом древность явления не умаляется: делаются предположения об этрусском или древнеиталийском происхождении Троянских игр.
Основой для выведения этого действа из Этрурии служит относящаяся к рубежу VII—VI веков до н. э. этрусская ойнохойя, найденная близ Тральятеллы. На её стенках изображён лабиринт, из которого выходят два вооружённых всадника, а впереди них движутся семеро пехотинцев, исполняющих военный танец. В изгибах лабиринта ясно читается этрусское слово truia. Считается, что оно означает либо разновидность военного танца, либо пространство, арену, может быть, укреплённый лагерь, где этот танец исполняли. В латинском языке оно сохранилось в ритуальном лексиконе салиев (лат. amptruare). Предположения же о возникновении этих состязаний в среде древних италиков восходят к косвенному упоминанию в «Энеиде» (V, 596—603), согласно которому первым подобные «ристания» ввёл правитель Альба-Лонги Асканий, обучившийся этому искусству у троянцев и впоследствии передавший его древним латинянам.
Существует обоснованное предположение, что на древнейших этапах своего существования Троянские игры представляли собой состязание инициационного характера, призванное продемонстрировать общине физические способности её юных членов и, возможно, ввести их в состав новой возрастной группы (например, переход от infantia к pueritia и от pueritia к adulescentia). Позднее же они в связи с общим упадком римской религиозности постепенно утеряли подобное значение и, возможно, даже на некоторое время исчезли совсем, подобно многим другим явлениям сакральной жизни (например, как сообщество арвальских братьев). Получив новую жизнь в позднереспубликанский и раннеимператорский период, Троянские игры получили и новое значение — теперь это были цирковые развлечения, лишённые сакрального смысла и поставленные на одну ступень со зрелищами типа африканской травли или гонок на колесницах.